# 羽和泉村
羽和泉村（はわいずみむら）は、広島県御調郡にあった村。現在の三原市の一部にあたる。

## 地理
- 河川：仏通寺川[3]、泉川[4]

## 歴史
- 1889年（明治22年）4月1日、町村制の施行により、御調郡羽倉村、和草村、泉村が合併して村制施行し、羽和泉村が発足[1][2]。
- 1919年（大正8年）羽和泉郵便局開設[3]。
- 1954年（昭和29年）3月31日、御調郡久井村、坂井原村と合併し、町制施行し久井町を新設して廃止された[1][2]。

## 産業
- 農業

## 教育
- 1919年（大正8年）村内の3小学校を統合し羽和泉尋常高等小学校となる[2]。
- 1948年（昭和23年）県立御調農業高等学校久羽坂分校開校[2]（のち広島県立久井高等学校となり廃校）